# Liste skandinavischer Metalbands
Die Liste skandinavischer Metalbands zählt namhafte skandinavische – d. h. dänische, isländische, norwegische und schwedische, nicht aber finnische – Musikgruppen aus dem Genre Metal auf. Hard-Rock-Bands werden nur in die Liste aufgenommen, insofern sie auch Metal spielen.
Aufnahmekriterien für die Liste sind:
- ein eigener Wikipedia-Artikel
- belegte internationale Präsenz
- der Charakter einer Supergroup von Mitgliedern anderer Metalbands

Die Erfüllung eines der Kriterien ist ausreichend.
Die Genrebezeichnungen sind in der Liste wie folgt abgekürzt: „BM“ – Black Metal, „ExtM“ – Extreme Metal, „FD“ – Funeral Doom, „FM“ – Folk Metal, „MC“ – Metalcore, „PaM“ – Pagan Metal, „PrM“ – Progressive Metal, „VM“ – Viking Metal. In die Spalte „Dt. Name“ soll die deutsche Übersetzung des Bandnamens eingetragen, in die Spalte „Sprache“ die Sprache der Liedtexte eingetragen werden.

## Liste nach Ländern

### Island
| Name         | Dt. Übersetzung                              | Gründung | Auflösung | Genre(s)      | Sprache   | Herkunft  | Anmerkungen                                                      |
| ------------ | -------------------------------------------- | -------- | --------- | ------------- | --------- | --------- | ---------------------------------------------------------------- |
| Abezethibou  | -                                            |          |           | BM            | en.       | Island    |                                                                  |
| Agent Fresco |                                              | 2008     |           | PrM           | en.       | Reykjavík |                                                                  |
| Andvaka      | Schlaflosigkeit / spirituelle Anrufung (is.) | 2019     |           | FD            | is.       | Reykjavík |                                                                  |
| Auðn         | Wüste / Wildnis (is.)                        | 2010     |           | BM            | is.       | Island    |                                                                  |
| Beneath      | unten (en.)                                  | 2007     |           | DeM           | en.       | Reykjavík |                                                                  |
| Dauðaró      | Todesstille (is.)                            | 2021     |           | FD            | is.       | Reykjavik |                                                                  |
| Fortíð       | Vorzeit / Vergangenheit (is.)                | 2002     |           | ExtM, PaM, VM | is., en.  | Kópavogur | mittlerweile in Oslo beheimatet, ursprüngliches Ein-Mann-Projekt |
| Misþyrming   | Misshandlung (is.)                           | 2013     |           | BM            | is.       | Reykjavík |                                                                  |
| Sinmara      |                                              | 2013     |           | BM            | en. / is. | Reykjavík |                                                                  |
| Skálmöld     | Gesetzlosigkeit (is.)                        | 2009     |           | FM, VM        | is.       | Reykjavík |                                                                  |
| Sólstafir    | Strahlenbüschel (is.)                        | 1994     |           | BM, PaM       | is.       | Reykjavík |                                                                  |
| Une Misère   | Ein Elend (fr.)                              | 2016     |           | MC            | en.       | Reykjavík |                                                                  |
| Vofa         | Gespenst (is.)                               | 2017     |           | FD            | en.       | Ólafsvík  |                                                                  |

## Endnoten
1. ↑  Vgl. Agent Fresco, in: laut.de, abgerufen am 12. April 2020.
2. 1 2 3  Vgl. Funeral-Doom-Reise: Etappe 11: Dänemark, Norwegen, Island, in: stormbringer.at, abgerufen am 9. Dezember 2021.
3. 1 2  Vgl. AUÐN - Auðn, in: stormbringer.at, abgerufen am 12. April 2020.
4. 1 2  Vgl. Alle Rezensionen zu Fortíð (Seite nicht mehr abrufbar, festgestellt im März 2022. Suche in Webarchiven)  Info: Der Link wurde automatisch als defekt markiert. Bitte prüfe den Link gemäß Anleitung und entferne dann diesen Hinweis., in: nordische-musik.de, abgerufen am 12. April 2020; vgl. Fortid, in: laut.de, abgerufen am 12. April 2020.
5. 1 2  Vgl. Welcome To The Circle – Meet The Men Behind Iceland’s Thriving Black Metal Scene, in: grapevine.is, abgerufen am 12. April 2020.
6. ↑  Vgl. Sólstafir, in: laut.de, abgerufen am 12. April 2020.